# ルース・エルダー

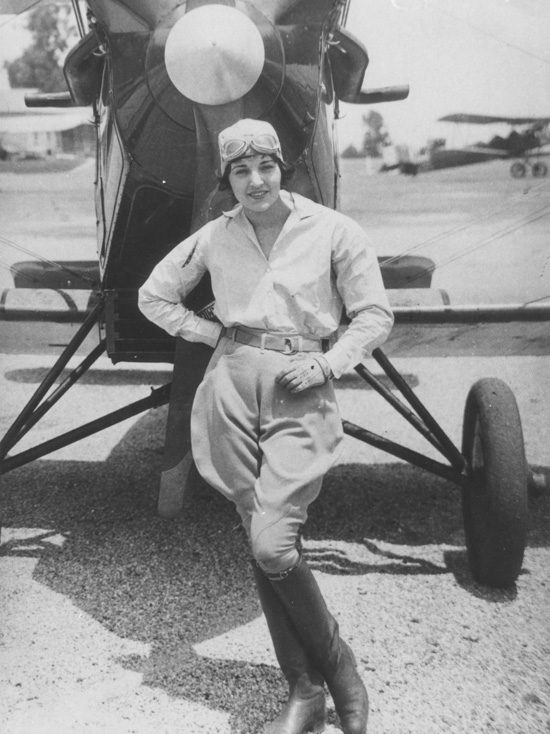

ルース・エルダー（Ruth Elder、1902年9月8日 - 1977年10月9日）は、アメリカ合衆国の女優、女性パイロットである。1927年10月、男性パイロット、ジョージ・ハルドマン（George Haldeman）の操縦するスティンソン デトロイター機で大西洋横断飛行した最初の女性の名誉に挑戦したが、失敗した。

## 生涯・業績
リンドバーグの大西洋無着陸横断飛行の成功は世界的なニュースとなり、その影響のひとつが、「最初に大西洋無着陸横断飛行に成功した女性」という名誉をめざした飛行に何人かの女性が挑戦したことである。1928年6月にアメリア・イアハートが、フォッカー F.VII、「フレンドシップ」に搭乗して成功するまで失敗したいくつかの飛行が行われた。
エルダーはアラバマ州アニストンに生まれた。エルダーの飛行のパイロットを務めたジョージ・ハルドマンはレークランドに飛行場をつくり、飛行学校を教官をしており、ルース・エルダーは訓練生の一人だった。挑戦の発表時点ではパイロット・ライセンスを得ておらず、搭乗する機体のメーカー、スチンソン・エアクラフトの宣伝であるという見方もあった。
1927年10月11日、エルダーとジョージ・ハルドマンの搭乗したスチンソン デトロイター、「アメリカン・ガール」号は、ニューヨークのルーズベルト飛行場からパリを目指して出発した。悪天候とエンジンのオイル漏れに悩まされ、アゾレス諸島沖に不時着水した。乗員は航行中のオランダのタンカーに救助されたが、機体は救助中に炎上した。
エルダーはその後、1929年に開催されたカリフォルニア州からオハイオ州までで争われた、最初の女性パイロットの飛行レース、通称「パウダー・パフ・ダービー」に出場して5位になるなどし、女性パイロットの国際クラブ、Ninety-nine Clubの創設メンバーとなった。
女優としては「陸戦隊のモーラン」( "Moran of the Marines" ：1928年）に出演した
。